# Black Adam
 (novembre 2012).
Si vous disposez d'ouvrages ou d'articles de référence ou si vous connaissez des sites web de qualité traitant du thème abordé ici, merci de compléter l'article en donnant les références utiles à sa vérifiabilité et en les liant à la section « Notes et références ».
Black Adam est un personnage fictif de DC Comics créé en 1945 par Otto Binder et C. C. Beck comme une version maléfique du super-héros Shazam. Sa personnalité a évolué au fil des années et aujourd'hui, elle oscille entre le bien et le mal.

## Histoire
Dans l'Égypte ancienne, le sorcier Shazam, désireux de protéger la Terre contre les forces du mal, dote l'humain Teth-Adam des pouvoirs de six Dieux égyptiens : Shou, Héru, Amon, Zéhuti, Aton et Méhen.
Pour les acquérir, il lui faut prononcer le mot SHAZAM, formé par les premières lettres de chacune des divinités.
Teth-Adam devient un héros au service du prince Hurut, jusqu'au meurtre de celui-ci. Profondément affecté par cet évènement, il décide d'utiliser ses capacités à des fins personnelles et prend le nom de Black Adam. Dans le but d'arrêter son protégé, Shazam lui ôte ses pouvoirs et les confine dans une amulette en forme de scarabée qu'il enterre dans le tombeau de Ramsès II.
Découverte à la fin du XXe siècle par deux archéologues, C.C. et Marilyn Batson, elle attire la convoitise de leur associé Theo Adam qui les assassine. Adam découvre le secret de l'amulette et s'approprie les pouvoirs ainsi que la mémoire de Black Adam. Au même moment, le sorcier Shazam choisit un nouveau champion en la personne de Billy Batson, le puissant Captain Marvel. Black Adam devient naturellement son ennemi juré. 
Par la suite, il combat alternativement du côté du bien et du mal.
Récemment, Black Adam prend la tête du Kahndaq, un pays de la péninsule du Sinaï, en y instaurant une dictature bienveillante.
Dans Infinite Crisis : 52, il recueille une esclave qu'Intergang lui offre et en tombe amoureux. Il demande plus tard au Captain Marvel (qui remplace alors le Sorcier Shazam sur le rocher de l'Éternité), d'offrir les pouvoirs de Shazam à la jeune femme, qui devient alors Isis, et qu'il épouse dans la 16e semaine du chapitre 52, en présence de la famille Marvel.

## Pouvoirs
Black Adam dispose des pouvoirs de six dieux Égyptiens qui font de lui (avec Billy Batson) le mortel le plus puissant de la planète et l'un des êtres les plus puissants de l'univers.
- L'endurance et la résistance de Shou : Pratiquement invulnérable, les balles, les tirs d'obus, les explosions produit par des grenades ou missiles sont sans effet sur lui. Il peut également résister a des températures extrêmes et il n'a pas besoin de se nourrir, boire, dormir ou respirer (ce qui lui permet de survivre indéfiniment dans le vide spatial). Il devient totalement invincible.
- La rapidité d'Hércu : Black Adam dispose d'une vitesse de déplacement et de réflexes surhumains. Il peut également voler.
- La force d'Amon : Sa force physique est surhumaine, équivalente à celle de Superman.
- La sagesse de Zéhuti : Black Adam dispose de vastes connaissances lui permettant d'agir avec le maximum d'efficacité en toutes circonstances. Il peut comprendre n'importe quelle langue ou écriture. C'est aussi un grand stratège, il sait quelle stratégie adopter en fonction de la situation.
- Le pouvoir d'Aton : Totalement invulnérable à la magie il peut également la manipuler, Black Adam peut invoquer la foudre divine. Il peut même se téléporter ou invoquer des objets.
- Le courage de Méhen : Black Adam ignore la peur et possède également une confiance absolue en ses capacités. Il est extrêmement résistant aux attaques télépathiques.

Lorsque Billy Batson prononce cette même formule ("Shazam") qui le transforme en Captain Marvel, les lettres correspondent aux initiales de Salomon (pour la sagesse), Hercule (pour la force), Atlas (pour l'endurance), Zeus (pour la puissance), Achille (pour le courage) et Mercure (pour la vitesse). Il a réussi à vaincre la justice league entière. Shazam est l'un des seuls personnages de l'univers DC à rivaliser avec Black Adam.

## Caractéristiques particulières
Black Adam, tels les elfes de la fantasy moderne, a les oreilles pointues. Mais cela change en fonction des différents comics (dans les comics modernes, Black Adam a des oreilles normales).